# Балістокардіографія
Балістокардіографія  (від грецького ballō — кидати, kardía — серце, grapho — пишу) —  діагностичний метод графічної реєстрації реактивних механічних рухів тіла людини, обумовлених скороченнями серця і переміщенням крові у великих артеріях. На сьогоднішній день балістокардіографія втратила своє практичне значення у зв'язу із розвитком точнішого методу діагностики — ехокардіографії.
На реєстрованій кривій — балістокардіограмі відображаються коливання тіла, що виникають під впливом систоли серця, гідравлічного удару крові по дузі аорти і біфуркації легеневого стовбура, а потім по біфуркації аорти. Амплітуда хвиль балістокардіограми в систолу пропорційна енергії серцевого викиду. На балістокардіограмі відображається також ступінь уповільнення кровотоку, залежно від величини периферичного опору кровотоку. Запропоновано два основні варіанти реєстрації балістокардіограми: прямий метод, при якому записуються коливання тіла обстежуваного, що лежить на нерухомій підставці, і непрямий метод, заснований на записі коливань рухомої основи, на якому лежить обстежуваний. Запис здійснюють за допомогою спеціальних приладів — балістокардіографів. 
Балістокардіографія є неспецифічним методом дослідження скоротливості міокарда і гемодинаміки. По змін амплітуди і деформації систолічних хвиль розрізняють чотири ступені патологічних змін балістокардіограми, які можуть відповідати вираженості порушень скоротливості міокарда. 
До різновидів балістокардіографії можна віднести ряд методів реєстрації пов'язаних із серцевою діяльністю механічних коливань грудної клітки (локальна балістокардіографія) — динамокардіографія (реєстрація переміщень центру тяжіння грудної клітки), сейсмокардіографія (реєстрація струсів грудної стінки) і кінетокардіографія (реєстрація низькочастотних коливань грудної стінки — від 1 до 10 Гц).